# Бадија А Елми
Бадија А Елми (итал. Badia A Elmi) је насеље у Италији у округу Сијена, региону Тоскана.
Према процени из 2011. у насељу је живело 908 становника. Насеље се налази на надморској висини од 78 м.